# 鷹司教平
鷹司 教平（たかつかさ のりひら）は、江戸時代前期の公卿。左大臣・鷹司信尚の子。官位は従一位・左大臣。号は一致院。一字名は雲・謙・公。

## 経歴
慶長14年（1609年）、鷹司信尚の子として誕生。
内大臣（1632年）、右大臣（1632年 - 1640年）、左大臣（1640年 - 1641年）などを歴任した。従一位（承応4年（1655年）1月29日叙）。
寛文8年（1668年）薨去。
なお、18世紀初期には近衛家以外の摂関家の当主全てを教平の男系の孫（鷹司兼熙・一条兼香・九条輔実・二条綱平）が占めていた時期がある。

## 系譜
- 父：鷹司信尚
- 母：清子内親王（1593-1674） - 後陽成天皇第三皇女
- 正室：文智女王（1619-1697） - 後水尾天皇第一皇女
- 継室：冷泉為満娘
  - 男子：鷹司房輔（1637-1700）
  - 三男：九条兼晴（1641-1677） - 九条道房養子
  - 女子：鷹司信子（1651-1709） - 浄光院、徳川綱吉御台所
  - 女子：鷹司房子（1653-1712） - 新上西門院、霊元天皇中宮
- 生母不明の子女
  - 男子：俊海